# Dora Bruder
Dora Bruder è un romanzo dello scrittore francese Patrick Modiano, pubblicato nel 1997. Narrazione al contempo biografica e autobiografica, si presenta come un'inchiesta, una ricerca indiziaria da parte dell'autore - per il quale riveste implicazioni fortemente personali - delle tracce di una ragazzina ebrea di 15 anni, scomparsa un giorno del 1941, durante l'Occupazione tedesca di Parigi. La storia trae origine dal rinvenimento su un vecchio giornale del 1941 di un annuncio personale dei genitori della giovane, i coniugi Ernest e Cécile Bruder, originari dell'Europa Centrale.

## Trama
Nel dicembre 1988, Patrick Modiano vede su una vecchia copia del quotidiano Paris-Soir, datata 31 dicembre 1941, il seguente annuncio:
L'indirizzo è nel XVIII arrondissement di Parigi, non distante dal mercato delle pulci di Saint-Ouen: un quartiere che Modiano conosce bene per averlo frequentato durante gli anni Sessanta, anche se il numero 41, accanto al Cinéma Ornano, non ha mai attirato la sua attenzione. È forse questo il movente che fa scattare la curiosità della ricerca.
Rivedendo il film della propria memoria, l'autore prova a immaginare se abbia mai incrociato qualche traccia di questa ragazzina scomparsa durante la guerra. Gli viene in mente un ebreo che vendeva valigie usate al mercato delle pulci, nel 1965. Dopo avere notato il vecchio annuncio, il narratore torna nel maggio 1996 in Boulevard Ornano; il cinema è stato ristrutturato, il numero 41 è un edificio di cinque piani di fine XIX secolo, durante la guerra era un hotel d'appartamenti. Dopo una qualche ricerca, viene a sapere che la famiglia Bruder viveva in una camera con cucina al quinto piano già dal 1937.
Nessuna delle scuole del quartiere ha registrato nelle liste degli allievi d'anteguerra Dora, che era nata il 25 febbraio 1926 all'ospedale Rotschild, come molti bambini di famiglie ebree povere immigrate. Il padre era austriaco, la madre nata a Budapest ma di famiglia ebrea russa, di nome Burdej. Il narratore si muove tra uffici di stato civile, vecchi proprietari di casa e lontani parenti, alla ricerca di tracce di Dora Bruder. Rintraccia alcune fotografie in bianco e nero, la bambina ha nove o dieci anni. Scopre che il 14 dicembre 1941 la ragazzina è fuggita dall'istituto religioso del Saint-Cœur-de-Marie in rue de Picpus, dove era iscritta da un anno e mezzo, dalla vigilia cioè della sconfitta nella guerra contro la Germania nazista avvenuta nel giugno successivo. Modiano nota che questo convento si trova allo stesso indirizzo di quello in cui Victor Hugo fa rifugiare Jean Valjean e la piccola Cosette nei libri quinto e sesto di I miserabili.
Il 14 dicembre 1941, Dora Bruder fugge dal convento, com'è riportato sul registro alla voce “data e motivo dell'uscita”. Anche il padre di Modiano, ebreo d'origine toscana che non si era fatto registrare alla polizia come prevedeva la legge degli occupanti, è in clandestinità a Parigi negli stessi mesi; forse questo favorisce l'identificazione dell'autore con il caso della ragazza. Una nota del commissariato di Clignancourt del 17 aprile 1942 riporta che Dora Bruder è ritornata al domicilio della madre - il padre è stato arrestato il mese precedente - dopo 4 mesi di “fuga”.
Il 18 settembre 1942 un convoglio di ebrei catturati durante le retate a Parigi parte per il campo di sterminio di Auschwitz; fra i nomi della lista ci sono Ernest Bruder e sua figlia Dora.

## Vicenda editoriale dell'opera
(Patrick Modiano, Dora Bruder)
La quarta di copertina dell'edizione originale di Viaggio di nozze, uscito nel luglio 1990, riporta l'annuncio trovato su Paris-Soir, ma con il nome “Ingrid Teyrsen” (la protagonista del romanzo), qualche dato su età e vestiario cambiato, e l'indirizzo trasformato in 39 bis boulevard Ornano, un numero civico che non esiste. La prima volta che l'autore cita il nome di Dora Bruder è nel novembre 1994 sul quotidiano Libération, in un testo intitolato Avec Klarsfeld, contre l'oubli: qui riferisce di avere rinvenuto il nome della ragazzina nel Mémorial de la déportation des juifs de France pubblicato da Serge Klarsfeld, fra quello dei deportati a Auschwitz.
È Klarsfeld che aiuta Modiano nei due anni successivi, è lui a ritrovare le foto di Dora Bruder e alcune informazioni sulla ragazzina scomparsa; si dimostra quindi risentito quando non viene citato nel testo definitivo che appare in Francia nel marzo 1997.
L'edizione tascabile del 1999 subisce una revisione, grazie alle nuove informazioni raccolte nel frattempo dall'Autore.

## Edizioni italiane
- Dora Bruder, traduzione di Francesco Bruno, Collana Narratori della Fenice, Milano, Guanda, 1998, ISBN 978-88-824-6033-4. - Milano, Mondolibri, 1998; Collana Teadue, Milano, TEA, 2000, ISBN 978-88-781-8727-6; Collana Le Fenici tascabili, Guanda, 2004, ISBN 978-88-824-6703-6; IX ed., Collana Narratori della Fenice, Guanda, 2011, ISBN 978-88-608-8487-9; fuori collana, Guanda, 2022, ISBN 978-88-235-3153-6.